# سیدمنصور
سیدمنصور یکی از روستاهای استان آذربایجان شرقی است که در دهستان گرمه شمالی بخش کندوان شهرستان میانه واقع شده‌است.